# Karaburçlu, Nurdağı
Karaburçlu là một xã thuộc huyện Nurdağı, tỉnh Gaziantep, Thổ Nhĩ Kỳ. Dân số thời điểm năm 2011 là 123 người.